# Wspólnota administracyjna Waldheim
Wspólnota administracyjna Waldheim (niem. Verwaltungsgemeinschaft Waldheim) – dawna wspólnota administracyjna w Niemczech, w kraju związkowym Saksonia, w powiecie Mittelsachsen. Siedziba wspólnoty znajdowała się w mieście Waldheim. Do 29 lutego 2012 należała do okręgu administracyjnego Chemnitz,
Wspólnota administracyjna zrzeszała jedną gminę miejską oraz jedną gminę wiejską: 
- Waldheim
- Ziegra-Knobelsdorf

1 stycznia 2013 wspólnota została rozwiązana w związku ze zlikwidowaniem gminy Ziegra-Knobelsdorf oraz przydzieleniu jej dzielnic pomiędzy miasta Waldheim oraz Döbeln.